# Prangos didyma
Prangos didyma là một loài thực vật có hoa trong họ Hoa tán. Loài này được (Regel) Pimenov & V.N. Tikhom. miêu tả khoa học đầu tiên năm 1983.